# 山口あゆみ
山口 あゆみ（やまぐち あゆみ、1981年11月10日 - ）は、日本の女優。埼玉県出身（一時期福島県に在住）。

## 人物・来歴
淑徳与野高等学校卒業。現在 高岡事務所所属。趣味は犬の散歩、カエルの収集、特技は口太鼓、フィギュアスケート、バレエ、器械体操。
1996年、第1回タニプロモーション新人タレントオーディションでグランプリを受賞。同年ドラマ『刑事追う!』で芸能界デビュー。その後は女優、グラビア、リポーターなどで活躍。『ちゅらさん』、『王様のブランチ』が代表作。2001年には第9期ファイブスターガールの一人に選ばれる。かつて同じ事務所所属だった菅野美穂（2006年4月、研音に移籍）は、淑徳与野高校の先輩で、テレビドラマなどで共演する機会も多い。
2024年12月のインタビュー記事によれば、2017年に結婚し、9歳年下のミュージシャンの夫、6歳の男の子、2歳の女の子と東京都内で暮らしている。2020年を最後に休止していた芸能活動の再開を考えている。。

## 出演

### テレビ
- SCRATCH!（1997年、TBS）
- アイドル王（1998年、TBS）
- 王様のブランチ（2001年 - 2003年、TBS）
- 王様のお夜食（2001年 - 2003年、TBS）
- 特命リサーチ200X-II（2002年 - 2003年、日本テレビ） - インターネットセクション・松本京子 役
- 森田一義アワー 笑っていいとも!（2001年、フジテレビ）
- Under CDTV（2003年、TBS）
- ダウンタウンDX（2003年、読売テレビ）
- 山口あゆみ・山口敦子のビキニで行くマレーシア!（2004年、エンタ!371）
- 浜ちゃんと!（2005年、よみうりテレビ）
- 人体サイエンススペクタクル ザ・限界（2005年、TBS） - パク・スンヒョン 役
- 西村京太郎からの挑戦 本格ミステリークイズ 芸能界推理王決定戦!（2006年、日本テレビ） - 左文字史子 役
- くりぃむしちゅーのたりらリでイキます!!（2006年、日本テレビ）

### テレビドラマ
- 刑事追う! 第22話（1996年、テレビ東京）
- フェイス（1997年、関西テレビ） - 沢田千秋 役
- ウルトラマンダイナ 第33話（1997年、毎日放送） - ソノカ 役
- ストップエイズ・20の赤いバラ（1997年、テレビ朝日） - 野村里佳 役
- サイバー美少女テロメア 第9話（1998年、テレビ朝日） - カオル 役
- 女教師（1998年、テレビ朝日） - 江本夏子 役
- せつない〜夏の終わりに（1998年、テレビ朝日） - 彩美 役
- チェンジ!（1998年、テレビ朝日） - 中岡恵 役
- 恋の奇跡（1999年、テレビ朝日） - 後藤初音 役
- はみだし刑事情熱系PART4 第7話（1999年、テレビ朝日） - 田代ゆかり 役
- 悪いオンナ 占っちゃうぞ（2000年、TBS） - 芝山ナオミ 役
- 池袋ウエストゲートパーク 第8話（2000年、TBS） - マドカ 役
- ドラマDモード FLY 航空学園グラフィティ（2000年、NHK） - 岩田邦子 役
- 花村大介 第11,12話（2000年、関西テレビ） - 倉田素子 役
- 愛をください（2000年、フジテレビ）
- 顔泥棒（2000年、テレビ朝日） - 亀井桃子 役
- 白い影（2001年、TBS） - 宇野ともえ 役
- ちゅらさん（NHK）
  - 第1シリーズ（2001年） - 中町祥子 役
  - 第2シリーズ（2003年） - 古波蔵祥子 役
  - 第3シリーズ（2004年） - 古波蔵祥子 役
  - 第4シリーズ（2007年） - 古波蔵祥子 役
- 続・平成夫婦茶碗（2002年1月 - 3月、日本テレビ）
- 春ランマン（2002年4月 - 6月、関西テレビ） - 吉川いずみ 役
- 恋セヨ乙女（2002年7月 - 8月、NHK） - 天野伸子 役
- アルジャーノンに花束を（2002年10月 - 12月、関西テレビ） - 蓮見冬美 役
- 乱歩R 第9話（2004年、読売テレビ）
- もっと恋セヨ乙女（2004年、NHK） - 天野伸子 役
- 法医学教室の事件ファイルスペシャル（2004年、テレビ朝日） - 都倉真琴 役
- 聞かせてよ愛の言葉を（2005年、TBS） - 相原美佳 役
- ラスト・プレゼント（2005年、テレビ朝日） - 広子 役
- 新・科捜研の女 第4話（2005年、テレビ朝日） - 熊谷亜紀 役
- 実録! 離婚必勝ドラマ 離婚カウンセラー・轟木祥子2（2005年、フジテレビ） - 白川夏美 役
- ウメ子（2005年、TBS） - 中野先生 役
- ウーマンズ・アイランド 〜彼女たちの選択〜（2006年、日本テレビ）
- 偽りの花園 第36 - 49話（2006年、東海テレビ） - 朱実 役
- 7人の女弁護士 第9話（2006年、テレビ朝日）
- 水曜ミステリー9 港町人情ナース・若葉の事件カルテ（2006年、テレビ東京） - 野本絵美 役
- 土曜ワイド劇場 北多摩署・蟹沢刑事の特捜事件ファイル（2007年、朝日放送）
- Cafe吉祥寺で（2008年、テレビ東京） - 亜理紗 役
- 水戸黄門 第39部 第20話「踊り子の想いを繋ぐ天の橋立・宮津」（2009年、TBS） - 梅若 役
- 屋台弁護士3（2009年） - 松島幸子 役
- 金曜プレステージ 浅見光彦シリーズ33 後鳥羽伝説殺人事件（2009年、フジテレビ） - 浅見祐子 役
- ハンチョウ〜神南署安積班〜 第2シリーズ 第9話（2010年3月8日、TBS） - 北見玲菜 役
- Dr.伊良部一郎 第5話（2011年2月27日、テレビ朝日） - 久美（アシスタント） 役
- 仮面ライダーオーズ/OOO 第25話（2011年3月6日、テレビ朝日） - 東恭子 役
- 月曜ゴールデン十津川警部シリーズ44 特急ソニック殺人事件（2011年4月11日、TBS） - 花田鑑識官 役
- 土曜ワイド劇場 女刑事・左近山響子（2011年5月7日、テレビ朝日） - 郷田和美 役
- 海賊戦隊ゴーカイジャー 第23・50話（2011年7月31日・2012年2月12日、テレビ朝日） - ミクの母親 役
- ミエルオンナ月子 〜真夏の夜のコワーイ話〜（2011年8月26日、日本テレビ） - 小林春菜 役
- 土曜ワイド劇場 終着駅シリーズ25 途中下車する女（2011年9月24日、テレビ朝日） - 村木冬子 役
- 謎解きはディナーのあとで 第6話（2011年11月22日、フジテレビ） - 高原恭子 役
- 月曜ゴールデン 女タクシードライバーの事件日誌6 スカイツリーは見ていた!（2012年1月16日、TBS） - 坂下真希 役
- BS時代劇 陽だまりの樹 第1話（2012年4月6日、NHK BSプレミアム） - さと 役
- 連続テレビ小説 梅ちゃん先生（2012年4月 - 9月、NHK） - 間宮香織 役
- よる★ドラ 眠れる森の熟女（2012年9月 - 10月、NHK） - 安達美緒 役
- 相棒（テレビ朝日）
  - season11 第14話「バレンタイン計画」（2013年2月6日、テレビ朝日） - 三崎佐那 役
  - season19 第7話「同日同刻」（2020年11月25日、テレビ朝日） - 井原仁美 役
- 金曜プレステージ 検事・霞夕子4 誤認逮捕（2013年6月7日、フジテレビ） - 杉田智穂 役
- 山梨放送開局６０周年記念ドラマ「カミナリ☆ワイナリー」（2014年8月2日、YBS山梨放送　日本テレビ系列他局は独自日程） - 丸山ちえみ 役
- 水曜ミステリー9 ハガネの警察医（2015年4月22日、テレビ東京） - 小嶋佐織 役
- 松本清張ミステリー時代劇 第9話「虎」（2015年8月4日、BSジャパン） - お梅 役
- 月曜ゴールデン 女検察事務官 黒坂百合子（2016年2月22日、TBS） - 堂島佐和子 役
- 勤番グルメ ブシメシ!（2017年） - おりん 役

### 映画
- 催眠（1999年6月）
- 多摩川少女戦争（2002年6月） - 曜子 役
- ホールドアップダウン（2005年11月）
- 妄想少女2（2006年1月） - 喜多野春恵 役
- クライマーズ・ハイ（2008年7月） - 編集局・局員（機報部） 役
- 八日目の蝉（2011年）
- スマグラー -おまえの未来を運べ-（2011年10月22日公開、監督：石井克人）

### CM
- 日本コカ・コーラ コカ・コーラ「ココロが踊りだす」
- 日本コカ・コーラ「キュン」 - 矢沢心と共演
- エフティ資生堂「シーブリーズ」
- 日清食品「武骨麺」
- アートコーポレーション「アート引越センター」（2001年 - 2002年）
- ユニデン「ハローキティダイヤレスホン」
- 出光興産（2005年）
- 日本機械工業連合会
- チョーヤ梅酒（2005年）
- 参天製薬「サンテ40」（2006年）
- 大正製薬「ナロンエース」（2009年）

### 写真集
- one（2001年11月10日発売、ソニーマガジンズ） ISBN 4789717569

### DVD
- green peas（2002年2月20日発売、ポニーキャニオン）2005年3月に再発売。
- Brilliant fruit（2007年4月27日発売、アムモ）

### CD
- だいすき（1997年6月21日発売、アニマック）

### その他
- 埼玉街遊びスーパーカタログ2006（2006年1月発売、ぴあ）
- GOING UNDER GROUND シングル「TWISTER」PV